# Parafia św. Włodzimierza i Olgi w Nowym Sączu
Parafia Świętych Włodzimierza i Olgi w Nowym Sączu – parafia greckokatolicka w Nowym Sączu, w dekanacie krakowsko-krynickim archieparchii przemysko-warszawskiej. Założona w 1927 i reaktywowana w 1983 roku. Mieści się przy ul. generała Długoszowskiego.